# Pigen fra Varieteen
Pigen fra Varieteen (originaltitel The Gaiety Girl) er en amerikansk stumfilm fra 1924 af King Baggot.

## Medvirkende
- Mary Philbin som Irene Tudor
- Joseph J. Dowling som William Tudor
- William Haines som John
- Freeman Wood som Christopher 'Kit' Kershaw
- DeWitt Jennings som John Kershaw
- James O. Barrows som Juckins
- Otto Hoffman som Evan Evans
- Grace Darmond som Pansy Gale